# 劍橋荒原站
剑桥荒原站（英語：Cambridge Heath railway station）是伦敦地上铁李河谷線的一座车站，位于伦敦的塔村區，属于第2收费区。

## 歷史
1872年5月2日，本站開通。1916年5月22日，因第一次世界大戰爆發，本站關閉。1919年5月5日，車站重新啟用。此後本站在平日僅限高峰期進行服務，直到1998年服務時間延長，在2001年又開通了週六及晚間服務。2008年，車站安裝支持蠔卡支付的設備。在2015年，本站的經營權由大盎格利亞子公司的東盎格利亞運營公司移交至倫敦地上鐵，現在已顯示在倫敦地鐵路線圖中。

## 列車服務
非高峰期：
- 南行列車至利物浦街站，每小時4班
- 北行列車至切森特站，每小時2班
- 北行列車至恩菲尔德镇站，每小時2班